# Олигомеризация органов
Олигомеризация органов (др.-греч. ὀλίγος — «малый», «немногий», «незначительный» + μέρος — «часть») — уменьшение числа гомологичных (имеющих общее происхождение) органов в процессе эволюции животных.
Гомологичные органы (животных или растений) — органы, имеющие общий план строения, развивающиеся из сходных зачатков и выполняющие одинаковые (например, луковица тюльпана и клубень картофеля — видоизменённые побеги) или неодинаковые (например, крыло птицы и рука человека) функции.
Сходные органы — гомологичные органы у одного и того же индивидуума. Расположены по длинной оси тела симметрично один другому (например, передние и задние конечности позвоночных, конечности и ротовые придатки членистоногих) или без определённого порядка (чешуи, перья, волосы, листья).
Олигомеризация органов реализуется в эволюции всех основных филогенетических стволов многоклеточных животных. Сопровождается прогрессивной морфологической и функциональной дифференцировкой.
Учение об олигомеризации органов как важном морфофизиологическом принципе эволюции многоклеточных животных разработано в 1930—1950-х гг. советским учёным В. А. Догелем.
В эволюции одноклеточных (в отличие от многоклеточных) преобладает не олигомеризация, а полимеризация (увеличение, умножение) частей организма (органоидов клетки). Понятие «полимеризация органов» (увеличение числа гомологичных органов или органоидов в процессе эволюции) как важного морфо-физиологического принципа в эволюции простейших было обосновано В. А. Догелем в 1929 году. У одноклеточных во всех прогрессивных филогенетических ветвях (инфузории, фораминиферы, радиолярии и некоторые другие) наблюдается увеличение числа органоидов. Одно из проявлений — полиэнергидность (множественность ядер).
Необходимо отметить, что олигомеризация наблюдается не только в эволюции животных (у растений, например, олигомеризация приводит к образованию цветка).

## Принципы

### Множественная закладка новообразующихся органов
Открыт В. А. Догелем
Новые органы в филогенезе обычно возникают во множественном числе, слабо развиты, однородны и часто располагаются хаотически

### Олигомеризация
Тенденцию к уменьшению количества и увеличению специализации повторяющихся частей тела организмов заметили ещё Тревиранус (1820—1822), Меккель (1821), Бэр (1828) и Бронн (1858). Иногда утверждение о наличии этой тенденции называют правилом или законом Уиллистона. Позже олигомеризация органов была подробно рассмотрена в работах В. А. Догеля, который сформулировал аналогичное утверждение, получившее название закона олигомеризации Догеля. Эта тенденция имеет много исключений.
По мере дифференциации происходит олигомеризация органов: они приобретают определенную локализацию, а число их все более уменьшается (с прогрессивной морфофизиологической дифференцировкой остающихся) и становится постоянным для данной группы животных

### Примеры
Новые органы в филогенезе могут возникать, например, из-за:
- перемены образа жизни
  - перехода от сидячего образа жизни к подвижному
  - от водного к наземному

У членистоногих в ряде групп количество сегментов сокращается и становится постоянным; иногда они объединяются в группы (голова, грудь и брюшко; просома и опистосома и т. п.), которые специализируются на выполнении определённых функций.

## Значения явления
Для решения ряда вопросов эволюции и филогении:
- по состоянию органов (множественный характер или уже подверглись олигомеризации) можно судить о большей или меньшей древности их возникновения,
- по комбинации органов разного возраста часто удается сделать выводы о филогении данной группы.